# Pasto de tiburones
Pasto de tiburones (en inglés Tiger Shark) es una película estadounidense de la época pre-code dirigida por Howard Hawks.
La película fue estrenada el mismo año que Scarface, el terror del hampa, dirigida igualmente por Hawks, y es considerada como la mejor película hecha por este director. El argumento de la película se repitió en otras obras posteriores, como en Manpower, donde Edward G. Robinson emplea el mismo papel.
Pasto de tiburones es un melodrama romántico con trasfondo marinero que se cuenta como una de las rarezas de la filmografía del mítico Hawks.

## Argumento
Mike Mascarenhas es un gran pescador de atunes portugués que en una ocasión perdió una mano cuando intentaba salvar a su amigo Pipes Boley. Mike está felizmente casado con Quita Silva, la hija de un marinero que sirvió de pasto para tiburones, pero realmente Quita está enamorada de Pipes.

## Reparto
- Edward G. Robinson como Mike Mascarenhas.
- Richard Arlen como Pipes Boley.
- Zita Johann como Quita Silva.
- Leila Bennett como el barbero Muggsey.
- J. Carrol Naish como Tony.
- Vince Barnett como el tripulante Fishbone.
- William Ricciardi como el tripulante Manuel Silva.